# Solaris Urbino 18 hybrid
Solaris Urbino 18 hybrid (wcześniej jako Solaris Urbino 18 Hybrid) – niskopodłogowy przegubowy autobus miejski z napędem hybrydowym produkowany od 2006 r. przez polskie przedsiębiorstwo Solaris Bus & Coach w Bolechowie-Osiedlu koło Poznania. Autobus konstrukcyjnie należy do rodziny autobusów miejskich Solaris Urbino i jest oparty na III oraz IV generacji modelu napędzanego silnikiem wysokoprężnym Solaris Urbino 18. Autobus był pierwszym w Europie seryjnie produkowanym autobusem miejskim z napędem hybrydowym.
W latach 2006–2017 produkowano autobusy w oparciu o III generację autobusów miejskich z rodziny Urbino. Jako pierwszy do produkcji trafił model z równoległym napędem spalinowo-elektrycznym produkcji Allison Transmission I generacji, od 2008 r. zastąpiony II generacją tego systemu hybrydowego. Od 2010 r. równolegle w ofercie producenta znajdował się model z równoległym napędem Voith DIWAhybrid lub w wersji z szeregowym napędem Vossloh Kiepe. W 2011 r. zaprezentowano z kolei w oparciu o napęd Allison model z nadwoziem w wersji MetroStyle przeznaczony do obsługi systemów BRT. Od 2018 r. dotychczasowe modele zastąpiono modelem opartym na IV generacji Urbino z szeregowym napędem hybrydowym BAE Systems ujednoliconym z 12-metrowym modelem hybrydowym w ofercie producenta. W 2020 r. do oferty włączono kolejny model Solaris Urbino 18 plug-in hybrid również w oparciu o napęd hybrydowy BAE, jednak z możliwością doładowywania baterii przez złącze plug-in.
Do 2020 r. przedsiębiorstwo Solaris wyprodukowało niemal 650 autobusów hybrydowych (łącznie z modelem Urbino 12 hybrid i Urbino 12,9 hybrid). W Polsce Solarisy Urbino 18 hybrid posiadają przewoźnicy z Poznania, Sosnowca, Warszawy, Krakowa, Kielc, Szczecina, Płocka i Swarzędza.

## Historia

### Geneza

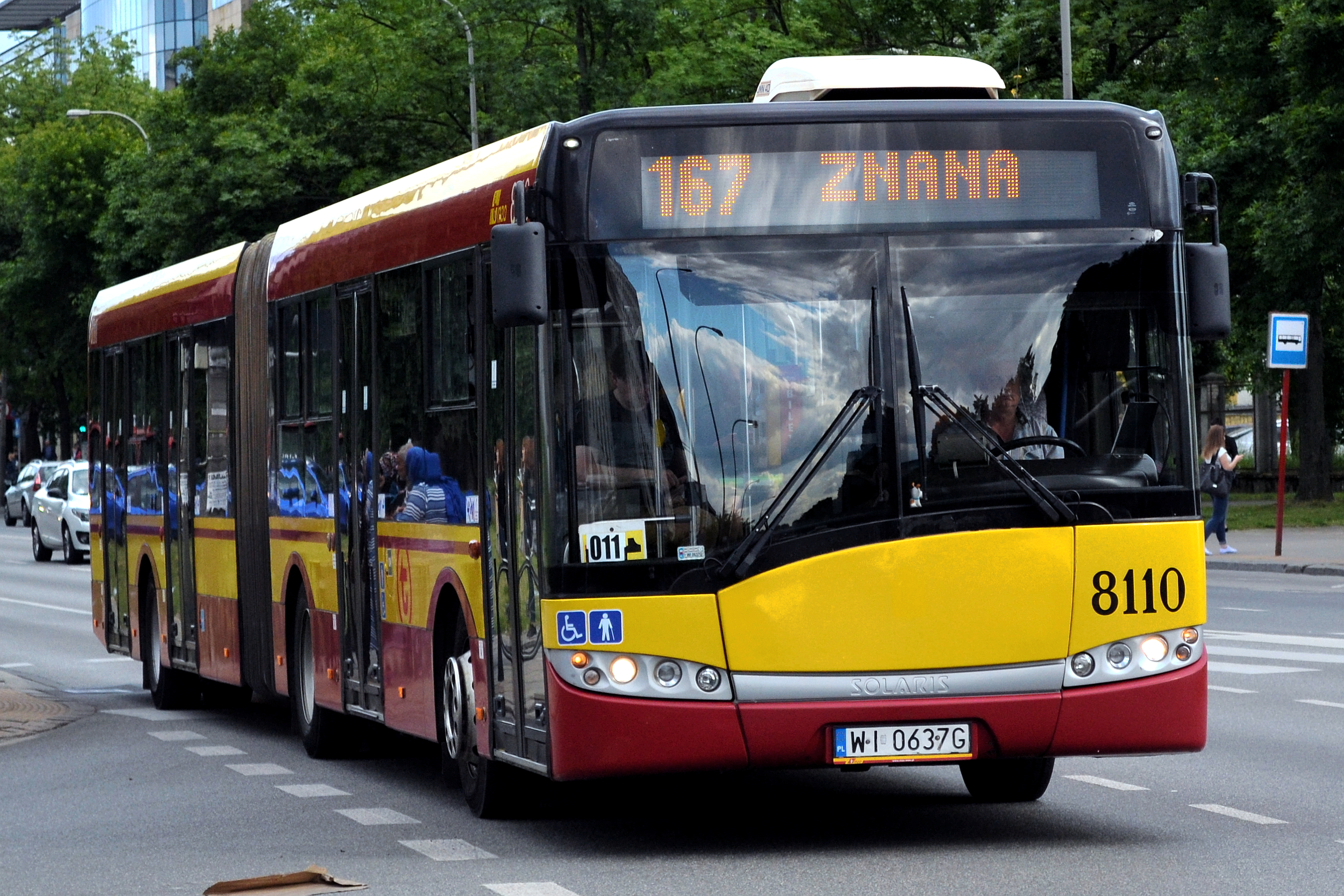
Solaris Urbino 18 III generacji (rok prod. 2007)

W 1994 r. Krzysztof Olszewski założył spółkę Neoplan Polska, która stała się polskim przedstawicielem niemieckiego producenta autobusów Neoplan. W ofercie przedsiębiorstwa znajdowały się głównie modele niskopodłogowych (co było dużą nowością jak na ówczesny rynek autobusów miejskich w Polsce) autobusów miejskich z rodziny Neoplan Metroliner, m.in. N4016, N4020 i N4021. W 1994 r. Neoplan Polska wygrał przetarg na dostawę 72 autobusów dla MPK Poznań, w związku z czym została podjęta decyzja o budowie w podpoznańskim Bolechowie-Osiedlu fabryki autobusów, którą otwarto w 1996 r. W 1999 r. przedsiębiorstwo rozpoczęło niezależnie produkować autobusy pod marką Solaris. W oparciu o doświadczenie z budowy poprzednich konstrukcji zaprezentowano pierwszy, prototypowy autobus Solaris Urbino 12. Jeszcze w tym samym roku rodzinę autobusów miejskich rozszerzono o model 15-metrowy oraz 18-metrowy. Przedsiębiorstwo Solaris szybko przejęło znaczną część udziału w rynku autobusów miejskich w Polsce. Od 2002 r. produkowano II generację autobusów miejskich z rodziny Urbino, z kolei w 2005 r. do produkcji weszły modele Urbino III generacji. 
 

### Urbino III generacji (2006–2017)

#### I generacja napędu hybrydowego Allison

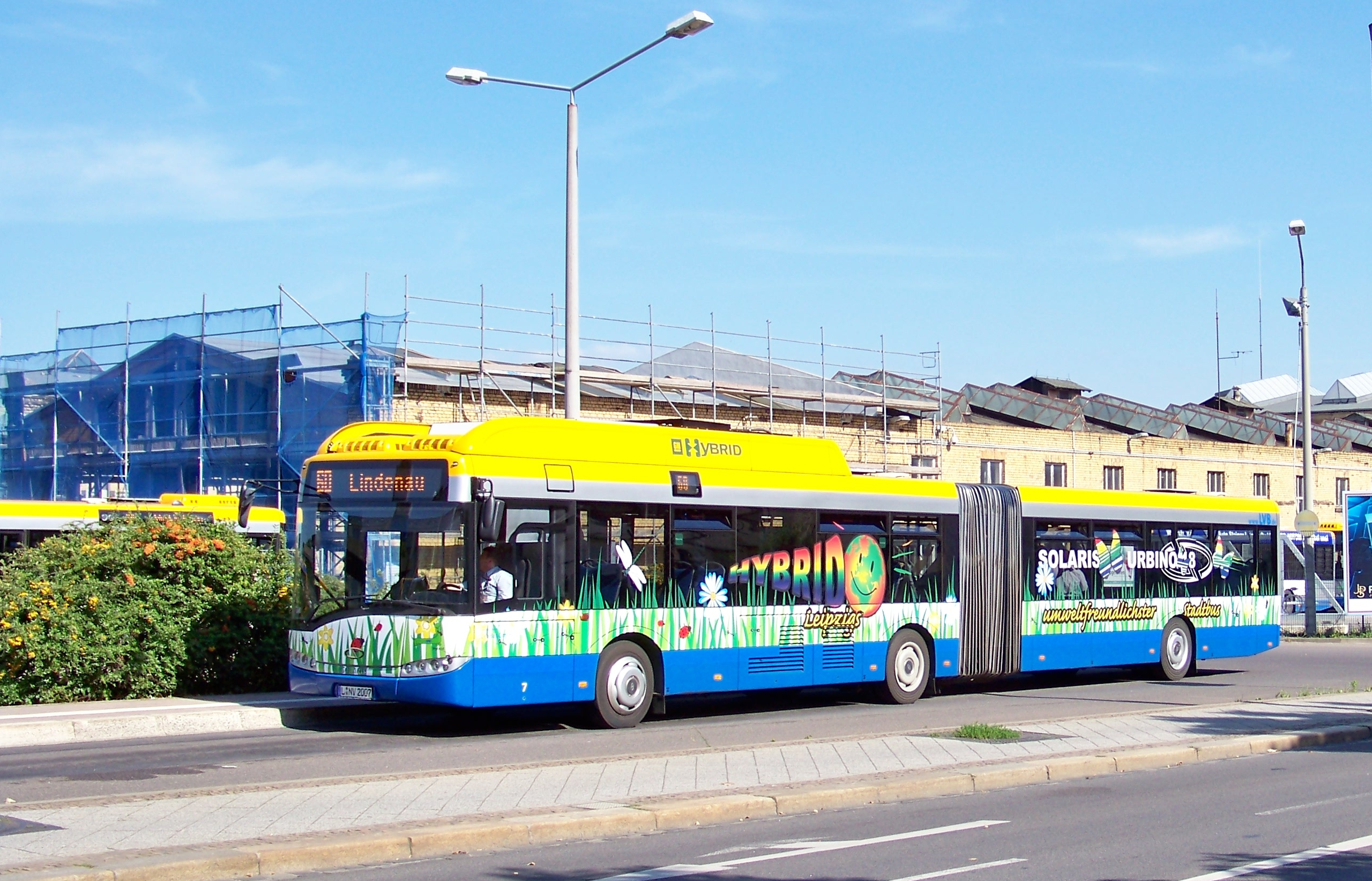
Solaris Urbino 18 Hybrid z napędem Allison I generacji w Lipsku (rok prod. 2007)

We wrześniu 2006 r. podczas targów IAA w Hanowerze Solaris zaprezentował model przegubowego w pełni niskopodłogowego autobusu miejskiego z napędem hybrydowym Solaris Urbino 18 Hybrid. Pojazd opierał się konstrukcyjnie na modelu Urbino 18 III generacji, jednak zastosowanie napędu elektryczno-spalinowego wymagało wprowadzenia zmian konstrukcyjnych. Całą zabudowę układu napędowego (wraz z silnikiem spalinowym Cummins ISLe4 o pojemności 8,9 l i mocy 250 kW) umieszczono w pierwszym członie w szafie naprzeciwko drugich drzwi. Tym samym zwolniono miejsce na tylnym zwisie pojazdu w członie B, gdzie w Urbino 18 z napędem spalinowym znajduje się kolumna jednostki napędowej. Z kolei osprzęt elektryczny, tj. baterie niklowo-wodorowe układu rekuperacji oraz elementy sterujące pracą silników trakcyjnych, umieszczono na dachu pojazdu w pierwszym członie pod specjalną zabudową. W pojeździe wykorzystano system hybrydowy EP Drive 50 amerykańskiego przedsiębiorstwa Allison Transmission. Podczas hamowania pojazdu, silniki elektryczne zaczynały pracować jak prądnice i służyły do ładowania akumulatorów. Okres eksploatacji baterii miał wynosić ok. 6 lat. Ze względu na inną konfigurację wnętrza oraz wymagania dotyczące dopuszczalnych nacisków na oś (same baterie ważyły 410 kg), Solaris Urbino 18 Hybrid mógł pomieścić mniejszą liczbę pasażerów w stosunku do swojego odpowiednika z napędem konwencjonalnym. 
Zaprezentowany w 2006 r. Solaris Urbino 18 Hybrid był pierwszym w Europie autobusem z napędem hybrydowym, który wszedł do seryjnej produkcji. Po jego premierze Krzysztof Olszewski, właściciel Solaris Bus & Coach S.A. powiedział: „Diesel umarł! Niech żyje elektryczność”. Prototypowy egzemplarz Solarisa Urbino 18 Hybrid powstał na zlecenie miejskiego przewoźnika DVB z Drezna. Ponadto Solarisy Urbino 18 Hybrid z I generacją napędu hybrydowego trafiły do odbiorców z Lipska, Bochum oraz Lenzburga. Pomiary w trakcie eksploatacji pojazdu w Dreźnie wykazały następujące zalety autobusu hybrydowego:
- o ok. 15% niższe zużycie paliwa (przy zużyciu paliwa w standardowym autobusie przegubowym na poziomie 50 l/100 km w trybie miejskim)[4][6],
- o połowę niższa emisja hałasu,
- zmniejszenie emisji cząstek stałych o 97% oraz tlenków azotu NOx o 39%,
- zwiększenie żywotności elementów układu hamulcowego dzięki zastosowaniu systemu rekuperacji,
- dwa razy rzadsza konieczność wymiany oleju silnikowego w pojeździe.

Podobnie jak w przypadku innych autobusów z rodziny Solaris Urbino, symbolem modelu stał się zielony jamnik – w tym przypadku z narysowanym podwójnym niebieskim sercem symbolizującym podwójny napęd autobusu – spalinowy i elektryczny.

#### II generacja napędu hybrydowego Allison
We wrześniu 2008 r., dwa lata po premierze modelu Urbino 18 Hybrid, Solaris zaprezentował II generację autobusów z napędem hybrydowym, także w oparciu o rozwiązania Allison Transmission oraz Cummins. Główną zmianą było zastosowanie mniejszej jednostki napędowej Cummins ISBe5 250B o pojemności 6,7 l i mocy 178 kW. Dzięki temu wszystkie elementy zespołu napędowego zmieszczono w kolumnie silnikowej w członie B, podobnie jak w modelach o napędzie konwencjonalnym. Zastosowanie mniejszej jednostki spalinowej było możliwe dzięki wykorzystaniu sprawniejszego osprzętu elektrycznego. W ten sposób dodatkowo zmniejszono zużycie paliwa oraz emisję spalin w stosunku do autobusów z napędem poprzedniej generacji. Według deklaracji producenta, oszczędności w zużyciu paliwa powinny wynosić ok. 22–24% w stosunku do porównywalnego pojazdu z napędem konwencjonalnym, a emisja spalin być o ok. 78% niższa. Według danych MZA Warszawa oszczędności, w zależności od charakterystyki trasy, wynoszą ok. 27%. W takim układzie baterie trakcyjne oraz przekształtniki mocy wraz z ich układem chłodzenia umieszczono na dachu w zabudowie na członie B pojazdu, natomiast silniki elektryczne umieszczono w miejscu, w którym w Urbino 18 znajduje się automatyczna skrzynia biegów. Dzięki takim zmianom konstrukcyjnym uzyskano pojemność autobusu na poziomie autobusu z napędem konwencjonalnym. Dodatkowo zastosowano system start-stop wyłączający silnik spalinowy podczas postojów. W autobusie zastosowano także baterie o dłuższej żywotności – wg deklaracji producenta jest to ok. 15 lat. Autobusy Solaris Urbino 18 Hybrid z napędem Allison II generacji trafiły do odbiorców m.in. z Monachium, Hanoweru, Barcelony czy La Chaux-de-Fonds a w Polsce m.in. z Poznania (pierwszy w Polsce autobus hybrydowy), Warszawy i Krakowa.
 

#### Napęd Vossloh Kiepe
Po doświadczeniach z zaprezentowanym w 2009 r. modelem Urbino 12 Hybrid w oparciu o szeregowy układ hybrydowy Eaton, w 2010 r. na targach IAA w Hanowerze Solaris zaprezentował model 18-metrowego autobusu z szeregowym układem hybrydowym. Wykorzystano jednostkę spalinową Cummins o pojemności 6,7 l i mocy 210 kW. Osprzęt elektryczny dostarczało niemieckie przedsiębiorstwo Vossloh Kiepe. Silnik elektryczny o mocy 240 kW umieszczono pod podestami w członie B autobusu. Zastosowanie układu szeregowego dało szereg przewag tego pojazdu nad modelami z układem hybrydowym Allison. Zmniejszono udział energii dostarczanej silnikowi elektrycznemu przez generator spalinowy na rzecz baterii trakcyjnych oraz superkondensatorów. W pojeździe zastosowano akumulatory litowo-jonowo-fosforowe służące do gromadzenia energii elektrycznej do wykorzystania po dłuższym czasie, natomiast dla krótkotrwałego szybkiego ładowania (np. podczas hamowania) oraz szybkiego poboru mocy (np. podczas ruszania pojazdu czy podjazdu pod wzniesienie) używanych jest 8 superkondensatorów o napięciu po 125 V. Dodatkowo w autobusach z układem szeregowym istnieje możliwość ładowania baterii przez zewnętrzną ładowarkę plug-in. Zastosowanie takiej technologii pozwala na przejście na niektórych odcinkach w tryb całkowicie bezemisyjny. Bazując tylko na energii zgromadzonej w akumulatorach, autobus może pokonać do 5 km. W pojeździe zastosowano technologię GPS, która na podstawie bieżącej lokalizacji autobusu oraz zaplanowanej dalszej trasy przejazdu pozwala na lepsze gospodarowanie energią elektryczną i zminimalizowanie zużycia paliwa, czy też rozplanowanie stref bezemisyjnych na trasie. Niezwiązanie mechaniczne elementów osprzętu elektrycznego z napędem pozwoliło na inne rozmieszczenie elementów na dachu pojazdu, dzięki czemu uzyskano lepsze rozłożenie nacisków na osie oraz obciążenia szkieletu pojazdu. Zaprojektowano także nowe, opływowe pokrywy osprzętu na dachu autobusu, komponujące się wizualnie z pozostałymi liniami nadwozia. Prototypowy egzemplarz Solarisa Urbino 18 Hybrid z napędem Vossloh Kiepe trafił do MPK Kraków.
 

#### Napęd Voith DIWAhybrid
Również w 2010 r. przedsiębiorstwo Solaris wyprodukowało pierwszy egzemplarz modelu Urbino 18 Hybrid z równoległym napędem hybrydowym w oparciu o rozwiązania DIWAhybrid produkcji przedsiębiorstwa Voith, które do tej pory było producentem m.in. automatycznych skrzyń biegów stosowanych w autobusach Solaris z napędem konwencjonalnym. W tej konstrukcji napędu zastosowano do gromadzenia energii elektrycznej w miejsce baterii 5 modułów superkondensatorów o napięciu 125 V mogących zmagazynować 0,5 kWh energii elektrycznej i o łącznej masie 410 kg. W autobusie zastosowano silnik elektryczny o mocy 150 kW, z kolei jako jednostkę spalinową wykorzystano wysokoprężny silnik Cummins o pojemności 6,7 l i mocy 184 kW. Napęd DIWAhybrid nie zapewniał takich możliwości, jak napęd Vossloh Kiepe (tzn. zewnętrznego ładowania plug-in czy większego udziału pracy na bateriach elektrycznych w stosunku do układu Allison), jednak jego główną zaletą była niewielka masa dodatkowych komponentów, która wynosi w tym przypadku ok. 640 kg. Pierwszymi odbiorcami Urbino 18 Hybrid z napędem DIWAhybrid było w 2011 r. przedsiębiorstwo Bogestra z Bochum oraz miejski przewoźnik z Neuss.
 

#### Solaris Urbino 18 Hybrid MetroStyle
Pod koniec 2011 r. na targach Busworld w Kortrijk Solaris zaprezentował model Urbino 18 Hybrid MetroStyle zaprojektowany z myślą o systemach bus rapid transit. Pierwsze sztuki powstały na zamówienie ze strony przewoźnika Transdev do obsługi paryskiego systemu BHNS. W autobusie zastosowano układ napędowy Allison Transmission II generacji z jednostką spalinową Cummins, tak samo jak w pojazdach o standardowym designie. Wprowadzono jednakże wiele zmian we wzornictwie zewnętrznym i wewnętrznym. Wygląd przedniej ściany wzorowano na designie tramwajów z rodziny Solaris Tramino, zastosowano nowe pionowe reflektory przednie, większą, pochyloną przednią szybę, opływowe osłony dachowe, pokrywy zasłaniające koła, czy nowy kształt lusterek zewnętrznych. Zmieniono design tylnej ściany – światła umieszczono pionowo, a tylna szyba zyskała kształt schodzący do litery V. W celu szybszej wymiany pasażerskiej zastosowano szersze odskokowo-przesuwne drzwi. Dzięki ich układowi 1-2-2-2 możliwe było przesunięcie fotela kierowcy w prawą stronę i powiększenie kabiny kierowcy. Wewnątrz wyeliminowano wszystkie zbędne podesty, by uzyskać możliwie jak największą powierzchnię niskiej podłogi. Zastosowano także inny nowy system oświetlenia przez podświetlany sufit oraz rozbudowany system informacji pasażerskiej oparty na wyświetlaczach TFT. Nowością jest też półprzeźroczysta podświetlona harmonia przegubu. W autobusie wykorzystano ponadto technologię optycznego naprowadzania pojazdu Siemens Optiguide. Na podstawie odczytów kamery skanującej drogę przed pojazdem (umieszczonej nad przednią szybą) oraz bieżących parametrów jazdy komputer pokładowy podczas manewrowania autobusem oraz podjeżdżania do przystanku koryguje pracę kierowcy, umożliwiając precyzyjne dojechanie do krawężnika (odległość między nim a progiem drzwi nie przekracza 5 cm).

Później autobusy Urbino 18 Hybrid w designie MetroStyle dostarczono także do francuskiego Saint-Denis na Reunion, lecz bez tak bogatego wyposażenia, jak w wersji dla Paryża. W designie MetroStyle na bazie konstrukcji Urbino 18 Hybrid powstały także modele Trollino 18 MetroStyle, Trollino 12 MetroStyle i Urbino 18 MetroStyle. 

### Urbino IV generacji (od 2018)
W 2014 r. przedsiębiorstwo Solaris zaprezentowało IV generację autobusów z rodziny Urbino. Przejście z produkcji III na IV generację odbywało się jednak stopniowo i sukcesywnie na przestrzeni lat wdrażano do produkcji kolejne modele autobusów miejskich Solaris w nowej odsłonie, a hybrydowe Urbino 18 z nadwoziem III generacji oraz napędem Allison produkowano do 2017 r. Jesienią 2016 r. podczas targów IAA w Hanowerze Solaris zaprezentował Urbino 12 hybrid z nadwoziem Urbino IV generacji wyposażony w napęd hybrydowy HybriDrive produkcji BAE Systems. W przeciwieństwie do autobusów III generacji Urbino, producent zdecydował się na zunifikowanie napędu hybrydowego między modelami Urbino 12 hybrid a Urbino 18 hybrid. Napęd BAE HybriDrive jest szeregowym układem hybrydowym wykorzystującym (w przypadku modelu 18-metrowego) silnik Cummins IS6.7E6 o pojemności 6,7 l i mocy 224 kW (305 KM). Do magazynowania energii elektrycznej służą superkondensatory o pojemności 0,82 kWh. Silnik spalinowy zblokowano z falownikiem HDS200 sterującym prądnicą o mocy 210 kW.  Energia elektryczna trafia do silnika elektrycznego asynchronicznego o mocy 200 kW i ciągłym momencie obrotowym 2400 Nm. Energia mechaniczna przekazywana jest przez zwolnicę na oś portalową ZF. Dzięki takiemu układowi autobusy cechują się energicznym i płynnym przyspieszeniem. Istnieje możliwość wyposażenia Urbino hybrid IV generacji w systemy Stop-and-Go, który wyłącza silnik spalinowy podczas postoju pojazdu i umożliwia ruszenie z przystanku jedynie korzystając z energii zgromadzonej w superkondensatorach oraz system Arrive-and-Go wyłączający silnik spalinowy już podczas podjeżdżania do przystanku. Zastosowanie napędu hybrydowego w tym przypadku pozwala na osiągnięcie ok. 20-procentowych oszczędności w paliwie w stosunku do pojazdu z napędem tradycyjnym. Pierwsze w Polsce Urbino 18 hybrid IV generacji trafiły w drugiej połowie 2018 r. na ulice Płocka oraz Szczecina (SPA „Klonowica”).

#### Solaris Urbino 18 plug-in hybrid
W 2020 r. Solaris rozszerzył ofertę autobusów hybrydowych o model Urbino 18 plug-in hybrid. Konstrukcja bazuje na rozwiązaniach z modelu Urbino 18 hybrid z napędem szeregowym BAE Systems. Wyposażono go w silnik spalinowy Cummins o pojemności 6,7 l i mocy 220 kW (299 KM) oraz silnik elektryczny BAE o mocy 160 kW napędzający pojazd. W miejsce superkondensatorów do magazynowania energii elektrycznej użyto jednak baterii o pojemności ok. 30 kWh. Dodatkowo autobus wyposażono w złącze plug-in zlokalizowane przy przednim nadkolu z prawej strony, dzięki któremu możliwe jest bezpośrednie ładowanie akumulatorów w pojeździe, np. podczas postoju w zajezdni, tak samo, jak ma to miejsce w przypadku autobusów elektrycznych. Dzięki zastosowaniu takiego systemu możliwe jest większe ograniczenie zużycia paliwa i emisji spalin, a przede wszystkim praca na dłuższych odcinkach w trybie bezemisyjnym, tzn. z wyłączonym silnikiem spalinowym, bazując jedynie na energii zgromadzonej w bateriach. W ten sposób Urbino 18 plug-in hybrid może pokonać do 10 km. 

## Konstrukcja
|                                     |                        | III generacja                                                                      | III generacja                                                                              | III generacja                                                                      | III generacja                                                                      | IV generacja                                                                    |
| Typ napędu hybrydowego              | Typ napędu hybrydowego | Allison EP50 (I generacji)                                                         | Allison EP50 (II generacji)                                                                | Vossloh Kiepe                                                                      | Voith DIWAhybrid                                                                   | BAE HybriDrive                                                                  |
| Dane podstawowe:                    | Dane podstawowe:       | Dane podstawowe:                                                                   | Dane podstawowe:                                                                           | Dane podstawowe:                                                                   | Dane podstawowe:                                                                   | Dane podstawowe:                                                                |
| ----------------------------------- | ---------------------- | ---------------------------------------------------------------------------------- | ------------------------------------------------------------------------------------------ | ---------------------------------------------------------------------------------- | ---------------------------------------------------------------------------------- | ------------------------------------------------------------------------------- |
| Długość                             | [mm]                   | 18 000                                                                             | 18 000                                                                                     | 18 000                                                                             | 18 000                                                                             | 18 000                                                                          |
| Wysokość                            | [mm]                   | 3225                                                                               | 3250                                                                                       | 3480                                                                               | 3480                                                                               | 3100                                                                            |
| Szerokość                           | [mm]                   | 2550                                                                               | 2550                                                                                       | 2550                                                                               | 2550                                                                               | 2550                                                                            |
| Rozstaw osi A-B                     | [mm]                   | 5130                                                                               | 5130                                                                                       | 5130                                                                               | 5130                                                                               | 5900                                                                            |
| Rozstaw osi B-C                     | [mm]                   | 6770                                                                               | 6770                                                                                       | 6770                                                                               | 6770                                                                               | 6000                                                                            |
| Zwis przedni/tylny                  | [mm]                   | 2700/3400                                                                          | 2700/3400                                                                                  | 2700/3400                                                                          | 2700/3400                                                                          | 2700/3400                                                                       |
| Kąt natarcia/zejścia                | [°]                    | 7/7                                                                                | 7/7                                                                                        | 7/7                                                                                | 7/7                                                                                | 7/7                                                                             |
| Wysokość wejścia nad jezdnią        | [mm]                   | 320 (I i II drzwi), 340 (III i IV drzwi)                                           | 320 (I i II drzwi), 340 (III i IV drzwi)                                                   | 320 (I i II drzwi), 340 (III i IV drzwi)                                           | 320 (I i II drzwi), 340 (III i IV drzwi)                                           | 320                                                                             |
| Średnica zawracania                 | [m]                    | ~23                                                                                | ~23                                                                                        | ~23                                                                                | ~23                                                                                | ~23                                                                             |
| Układ napędowy:                     |                        |                                                                                    |                                                                                            |                                                                                    |                                                                                    |                                                                                 |
| Typ napędu hybrydowego              |                        | równoległy                                                                         | równoległy                                                                                 | szeregowy                                                                          | równoległy                                                                         | szeregowy                                                                       |
| Silnik spalinowy                    |                        | Cummins ISLe4 250 kW (340 KM), Euro 4                                              | Cummins ISBe5 250H 178 kW (242 KM), Euro 5 EEV Cummins ISB6.7 250H 184 kW (250 KM), Euro 6 | Cummins ISB6.7 280H 210 kW (285 KM), Euro 6                                        | Cummins ISB6.7 250H 184 kW (250 KM), Euro 6                                        | Cummins IS6.7E6 224 kW (305 KM), Euro 6                                         |
| Jednostka napędowa elektryczna      |                        | silnik elektryczny Allison EV50                                                    | silnik elektryczny Allison EV50                                                            | silnik trakcyjny Kiepe ASM 240 kW (325 KM)                                         | silnik elektryczny Voith 150 kW (205 KM)                                           | silnik trakcyjny BAE ACTM HDS200 o mocy ciągłej 200 kW (272 KM)                 |
| Układ magazynowania energii         |                        | baterie niklowo-wodorowe                                                           | baterie niklowo-wodorowe                                                                   | bateria trakcyjna Vossloh Kiepe ESM 201 superkondensatory 125 V                    | superkondensatory 125 V                                                            | superkondensatory 0,82 kWh w wersji plug-in hybrid: baterie trakcyjne 30 kWh    |
| Możliwość ładowania złączem plug-in |                        | Nie                                                                                | Nie                                                                                        | Tak                                                                                | Nie                                                                                | Tylko w wersji plug-in hybrid                                                   |
| Zbiornik paliwa                     | [l]                    | 250 (opcja: 350)                                                                   | 250 (opcja: 350)                                                                           | 250 (opcja: 350)                                                                   | 250 (opcja: 350)                                                                   | 360                                                                             |
| Zbiornik AdBlue                     | [l]                    | 40                                                                                 | 40                                                                                         | 40                                                                                 | 40                                                                                 | 40                                                                              |
| Podwozie i układ jezdny             |                        |                                                                                    |                                                                                            |                                                                                    |                                                                                    |                                                                                 |
| Oś przednia                         |                        | Oś niezależna ZF RL 75 EC (opcja: ZF RL 85 A)                                      | Oś niezależna ZF RL 75 EC (opcja: ZF RL 85 A)                                              | Oś niezależna ZF RL 75 EC (opcja: ZF RL 85 A)                                      | Oś niezależna ZF RL 75 EC (opcja: ZF RL 85 A)                                      | Oś niezależna ZF (opcja: oś sztywna)                                            |
| Oś środkowa                         |                        | ?                                                                                  | ZF AVN 132                                                                                 | ZF AVN 132                                                                         | ZF AVN 132                                                                         | Oś neutralna ZF                                                                 |
| Oś tylna                            |                        | ?                                                                                  | ZF AV 132                                                                                  | ZF AV 132                                                                          | ZF AV 132                                                                          | Oś portalowa ZF                                                                 |
| Układ centralnego smarowania        |                        | Centralny punkt smarny w podwoziu na smar stały; opcjonalnie: smar półpłynny       | Centralny punkt smarny w podwoziu na smar stały; opcjonalnie: smar półpłynny               | Centralny punkt smarny w podwoziu na smar stały; opcjonalnie: smar półpłynny       | Centralny punkt smarny w podwoziu na smar stały; opcjonalnie: smar półpłynny       | Centralny punkt smarny w podwoziu na smar stały; opcjonalnie: smar półpłynny    |
| Układ kierowniczy                   |                        | ZF Servocom                                                                        | ZF Servocom                                                                                | ZF Servocom                                                                        | ZF Servocom                                                                        | ZF Servocom                                                                     |
| Układ hamulcowy                     |                        | EBS, ABS, ASR, hamulec ręczny, hamulec przystankowy                                | EBS, ABS, ASR, hamulec ręczny, hamulec przystankowy                                        | EBS, ABS, ASR, hamulec ręczny, hamulec przystankowy                                | EBS, ABS, ASR, hamulec ręczny, hamulec przystankowy                                | EBS, ABS, ASR, hamulec ręczny, hamulec przystankowy                             |
| Układ poziomujący                   |                        | zawieszenie ECAS II, przyklęk o ok. 70 mm z prawej strony, podnoszenie o ok. 60 mm | zawieszenie ECAS II, przyklęk o ok. 70 mm z prawej strony, podnoszenie o ok. 60 mm         | zawieszenie ECAS II, przyklęk o ok. 70 mm z prawej strony, podnoszenie o ok. 60 mm | zawieszenie ECAS II, przyklęk o ok. 70 mm z prawej strony, podnoszenie o ok. 60 mm | zawieszenie ECAS, przyklęk o ok. 70 mm z prawej strony, podnoszenie o ok. 60 mm |
| Nadwozie i wnętrze                  |                        |                                                                                    |                                                                                            |                                                                                    |                                                                                    |                                                                                 |
| Układ drzwi                         |                        | 1-2-2 2-2-2 1-2-2-2 2-2-2-2                                                        | 1-2-2 2-2-2 1-2-2-2 2-2-2-2                                                                | 1-2-2 2-2-2 1-2-2-2 2-2-2-2                                                        | 1-2-2 2-2-2 1-2-2-2 2-2-2-2                                                        | 1-2-2 2-2-2 1-2-2-2 2-2-2-2                                                     |
| Liczba miejsc siedzących (maks.)    |                        | 50+1                                                                               | 51+1                                                                                       | 46+1                                                                               | 49+1                                                                               | 49+1                                                                            |

Solaris Urbino 18 hybrid bazuje konstrukcyjnie na modelu Solaris Urbino 18 z napędem konwencjonalnym i należy do rodziny niskopodłogowych autobusów miejskich Solaris Urbino. 

### Układ napędowy
Niezależnie od zastosowanego systemu hybrydowego, składa on się z podstawowych elementów takich jak: silnik spalinowy, silnik elektryczny, alternator, układ magazynowania energii (baterie trakcyjne i/lub superkondensatory), komputer sterujący systemem hybrydowym oraz dodatkowy osprzęt elektryczny (m.in. falowniki, moduł przetwornicy AC-DC/DC-AC, wentylatory, klimatyzacja baterii). W przypadku autobusów z systemem równoległym (Allison oraz Voith DIWA) silnik spalinowy jest połączony mechanicznie z osią napędową i pracuje cały czas na optymalnych obrotach, napędzając pojazd. W okresach mniejszego zapotrzebowania na moc, nadwyżka energii jest wykorzystywana do ładowania baterii lub superkondesatorów, natomiast w okresach większego zapotrzebowania (np. przyspieszania czy podjazdu na wzniesienie) silnik spalinowy jest wspomagany przez silnik elektryczny wykorzystujący zgromadzoną energię w układzie jej magazynowania. Alternator włączany jest także podczas hamowania pojazdu, dzięki czemu jej część jest rekuperowana. Z kolei w przypadku autobusów z napędem szeregowym (Vossloh Kiepe i BAE Systems) nie ma mechanicznego połączenia między jednostką spalinową a osią napędową. Cały napęd odbywa się poprzez silnik elektryczny, który czerpie energię elektryczną z baterii/superkondensatorów oraz alternatora. Baterie lub superkondesatory doładowywane są także podczas hamowania (rekuperacja energii hamowania), przez alternator lub przez zewnętrzne złącze plug-in, jeśli autobus w takie wyposażono. Zastosowanie układu szeregowego powoduje nieco większe straty energii, jednak jego zaletą jest możliwość pracy pojazdu w trybie całkowicie bezemisyjnym. O dokładnej chwilowej mocy, na której pracuje silnik spalinowy, decyduje komputer pokładowy. 

### Podwozie i układ jezdny
Konstrukcja podwozia i układu jezdnego autobusu jest identyczna jak w przypadku modelu Urbino 18. Producent wykorzystuje osie produkcji ZF Friedrichshafen, z których przednia jest skrętna, z kolei tylna oś jest osią napędową (z wyjątkiem modelu Urbino 18 Hybrid z napędem Allison I generacji, w którym układ napędowy jest umieszczony w członie A i napęd przenoszony jest na oś środkową, a oś tylna pełni rolę osi wleczonej). W autobusach wykorzystywany jest system poziomujący ECAS umożliwiający przyklęk pojazdu o ok. 70 mm z prawej strony a także w razie potrzeby podniesienie pojazdu na poduszkach o ok. 60 mm. Standardowo autobusy wyposażone są w takie systemy, jak ABS, EBS czy ASR. W autobusach hybrydowych wykorzystywany jest hamulec elektrodynamiczny z funkcją odzyskiwania energii z hamowania (która jest zamieniana w energię elektryczną i magazynowana w bateriach lub superkondensatorach), jak również w hamulec przystankowy i hamulec ręczny.

### Nadwozie i wnętrze

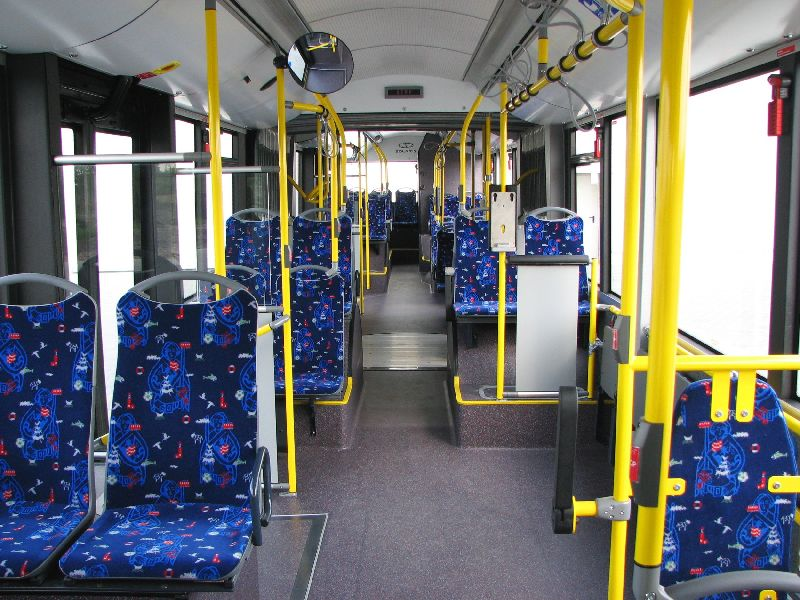
Wnętrze Urbino 18 Hybrid Allison (rok prod. 2008)

Konstrukcja szkieletu wszystkich autobusów Solaris Urbino 18 hybrid została wykonana ze stali nierdzewnej, natomiast poszycie ścian bocznych ze stali nierdzewnej oraz paneli aluminiowych. Ze względu na umieszczenie elementów systemu hybrydowego o dużej masie (m.in. baterie lub superkondensatory, falowniki) na dachu autobusów, konieczne było wprowadzenie pewnych zmian w szkielecie pojazdu, szczególnie w modelach bazujących na Urbino 18 III generacji. Silnik spalinowy oraz pozostałe elementy napędu umieszczono w wieży silnika znajdującej się na tylnym zwisie (z wyjątkiem autobusów wyposażonych w napęd Allison I generacji, w którym wykorzystano do tego celu kolumnę silnika w połowie członu A). Wejście na pokład autobusu odbywa się trzema lub czterema parami drzwi dwuskrzydłowych (przednie drzwi mogą być jednoskrzydłowe). W II drzwiach znajduje się ręczna rampa dla osób niepełnosprawnych, we wnętrzu przy II drzwiach znajduje się przestrzeń dla osoby niepełnosprawnej lub wózka dziecięcego. Urbino 18 Hybrid z napędem Allison I generacji miały nieco ograniczoną pojemność w stosunku do autobusów tej samej wielkości z napędem konwencjonalnym z powodu zmienionego układu wnętrza oraz zwiększonej masy własnej pojazdu przez osprzęt elektryczny – autobus mógł pomieścić do 131 pasażerów, w tym 50 na miejscach siedzących. 14 siedzeń było dostępnych z niskiej podłogi. Późniejsze konstrukcje miały już pojemność zbliżoną do autobusów z konwencjonalnym napędem. W zależności od zastosowanego układu drzwi, układu siedzeń, wersji napędu i innych indywidualnych wymogów klienta, autobusy mogą pomieścić do ok. 120–160 osób, w tym maksymalnie ok. 50 na miejscach siedzących.
Autobusy wyposażone są w elektryczne szyberdachy oraz uchylne okna. Dodatkowo wentylację zapewniają wentylatory nadmuchowo-wyciągowe. Opcjonalnie autobusy wyposażone są w klimatyzację – osobno kabiny kierowcy i przestrzeni pasażerskiej. Ogrzewanie zapewniają grzejniki konwektorowe rozmieszczone w przestrzeni pasażerskiej pojazdu oraz dmuchawy dwustopniowe. Dodatkowo autobusy wyposażono w układ dodatkowego ogrzewania Spheros Webasto, opcjonalnie piec na biopaliwo Eberspächer. Instalacja elektryczna Urbino 18 hybrid jest oparta na magistrali CAN-Bus.

## Sprzedaż i eksploatacja

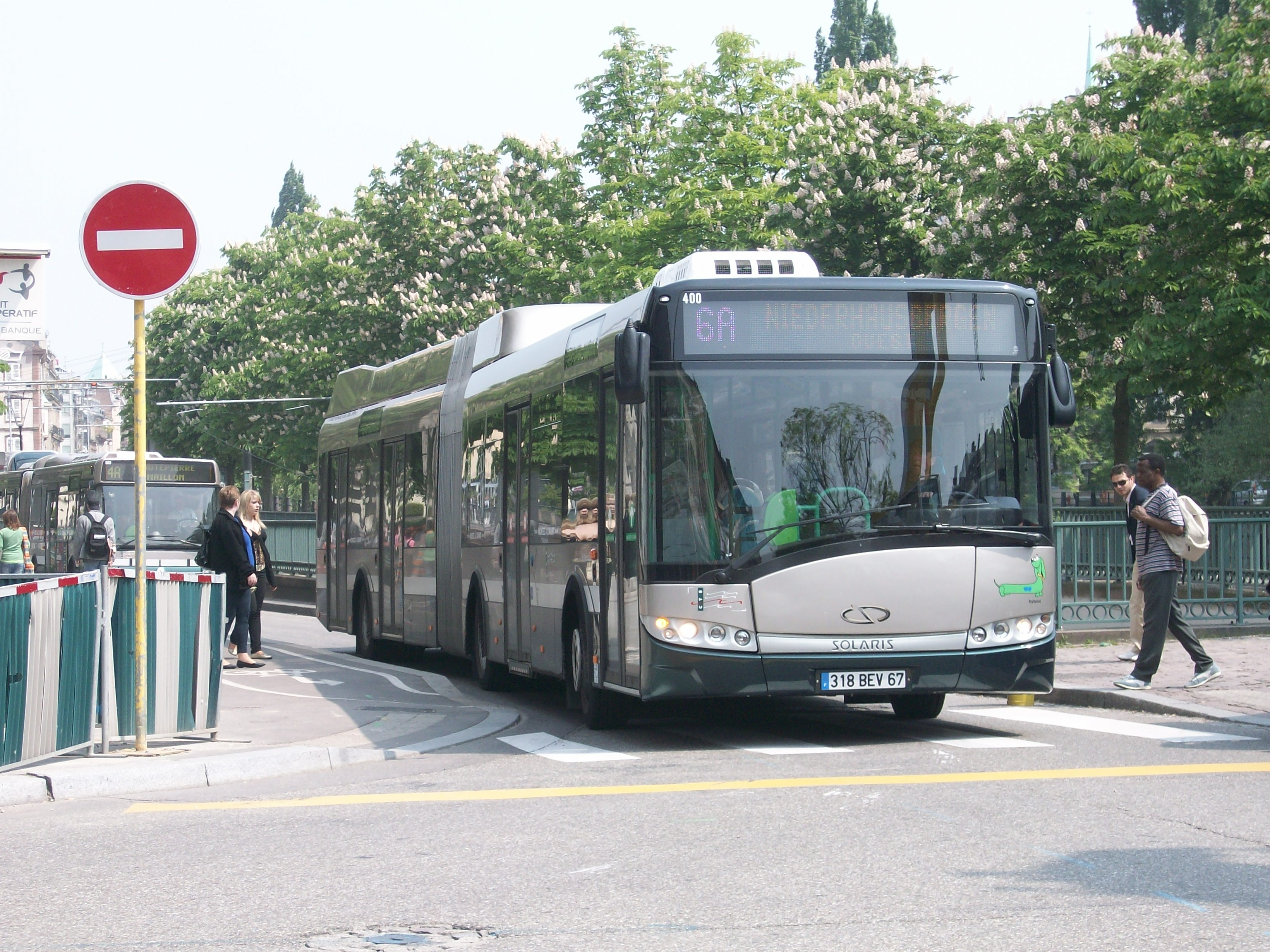
Solaris Urbino 18 Hybrid z napędem Allison w Strasburgu

Autobusy Solaris Urbino 18 hybrid, podobnie jak wszystkie inne autobusy miejskie Solaris, powstają w zakładzie produkcyjnym w Bolechowie-Osiedlu w woj. wielkopolskim. Począwszy od premiery modelu w 2006 r. do 2020 r. powstało niemal 650 szt. autobusów hybrydowych marki Solaris (w tym także Urbino 12 hybrid i Urbino 12,9 hybrid). Pierwsze egzemplarze z napędem Allison I generacji dostarczono na rynek niemiecki (Drezno, Lipsk, Bochum) oraz do szwajcarskiego Lenzburga. Późniejsze konstrukcje sprzedawano jednak do wielu innych krajów Europy. Trafiły do Francji (m.in. Strasburg, Paryż, Saint-Denis), Norwegii (Oslo), Szwajcarii (La Chaux-de-Fonds), Niemiec (m.in. Monachium, Hanower, Düsseldorf, Neuss, Frankfurt nad Menem), Holandii (Bruksela) i Hiszpanii (Barcelona). Z kolei w Polsce autobusy tego typu są eksploatowane przez następujące przedsiębiorstwa: 
| Miasto    | Przedsiębiorstwo | Liczba sztuk | Lata produkcji |                      |
| --------- | ---------------- | ------------ | -------------- | -------------------- |
| Kielce    | MPK              | 10           | 2017           | [ 26 ]               |
| Konin     | MZK              | 2            | 2020           | [ 41 ] [ 42 ]        |
| Kraków    | MPK              | 13           | 2010, 2016     | [ 43 ]               |
| Płock     | KM               | 8            | 2018           | [ 32 ] [ 44 ]        |
| Poznań    | MPK              | 1            | 2008           | [ 16 ]               |
| Sosnowiec | PKM              | 2            | 2007, 2008     | [ 10 ] [ 45 ] [ 46 ] |
| Swarzędz  | SPK              | 1            | 2008           | [ 47 ]               |
| Szczecin  | SPAK             | 8            | 2018           | [ 33 ]               |
| Warszawa  | MZA              | 4            | 2012           | [ 17 ]               |

Cena jednego egzemplarza Urbino 18 hybrid wynosi ok. 1,9–2,4 mln złotych netto, co odpowiada kwocie o ok. 50% wyższej od ceny odpowiadającego modelu z napędem spalinowym. Doświadczenia z eksploatacji autobusów przez warszawskie MZA (4 szt. Urbino 18 Hybrid z napędem Allison II generacji) wskazują, że pojazdy te najlepiej sprawdzają się na trasach z niewielką szybkością eksploatacyjną oraz dużą liczbą przystanków. 